# وانتوبل
وانتوبل (انگلیسی: Vontobel) شرکت خدمات مالی سوئیسی است، که در زمینه ارائه خدمات بانکداری اختصاصی، بانکداری سرمایه‌گذاری و مدیریت دارایی فعالیت می‌کند.